# Tappning

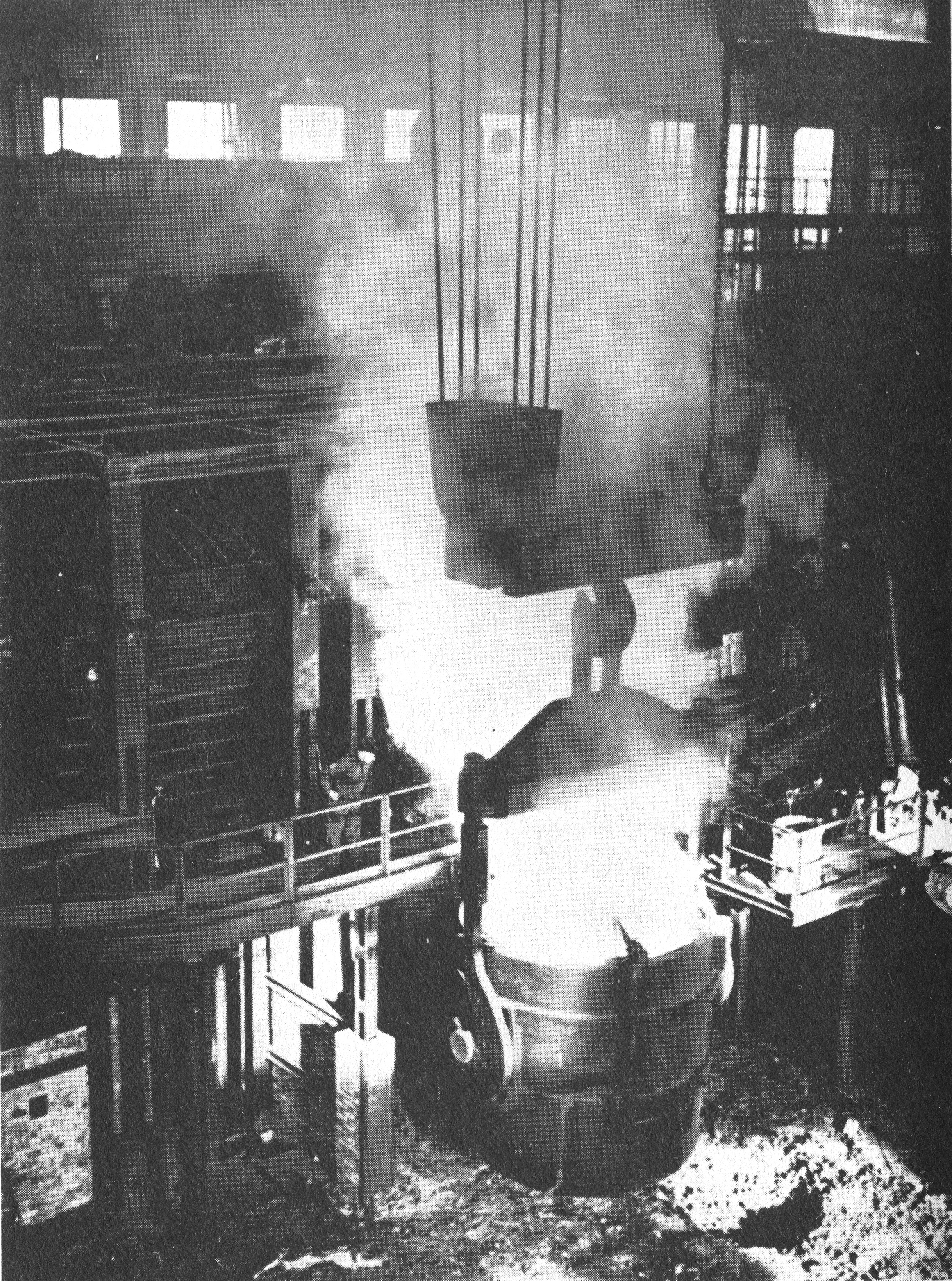
Tappning av martinugn i Fagersta Bruk.

Tappning, den operation, varigenom den flytande metallen från en smältugn töms i de formar, där den skall stelna. 
Benämningen används företrädesvis i fråga om ugnar för tillverkning av götmetall; vid masugnar kallas motsvarande operation utslag.
Tappningen utförs i regel så, att metallen genom ett vid ugnens botten beläget, under smältningen medelst eldfast massa tillstoppat hål eller, vid stjälpbar ugn, genom densammas stjälpning får nedrinna i en transportabel, med eldfast material infodrad plåtbehållare, skänk, och därifrån genom 1 till 4, oftast två, i densammas botten med hål försedda formtegel, tärningar, i formarna, kokillerna. Hålen i tärningarna öppnas och slutas genom s. k. stoppare, av eldfast tegel, som inifrån tryckas mot dem.